# Prêmio Petrovsky
O Prêmio Petrovski (em russo:  Премия имени И.Г. Петровского) é nomeado em memória do matemático russo Ivan Petrovsky. É concedido desde 1992 em intervalos irregulares (geralmente a cada três anos) pela Academia de Ciências da Rússia a cientistas por trabalhos notáveis no campo da matemática.

## Recipientes
- 1992: Mark Vishik
- 1995: Olga Oleinik e Arlen Mikhailovich Ilyin
- 1998: Yuri Egorov e Vladimir Kondratiev
- 2001: Valentin Petrovich Mikhailov e Anatoly Konstantinovich Gushchin
- 2007: Viktor Solomonovich Ryabenky
- 2016: Alexander Leonidovich Skubachevsky
- 2019: Victor Vassiliev